# The Union (film)
Pour l’article homonyme, voir The Union.
Pour plus de détails, voir Fiche technique et Distribution.
The Union est un film documentaire américain produit, écrit et réalisé par Cameron Crowe, sorti en 2011. Il revient sur l'enregistrement de l'album The Union (2010) d'Elton John et Leon Russell.
Le film est présenté au festival du film de Tribeca 2011 avant une diffusion en télévision l'année suivante sur HBO.

## Synopsis
En novembre 2009, le réalisateur Cameron Crowe filme la création de l'album The Union, collaboration entre Elton John et Leon Russell, qui ne s'étaient pas parlé depuis environ 38 ans. Les deux auteurs-compositeurs-interprètes développent cet album avec notamment T-Bone Burnett, Booker T. Jones, Neil Young, Robert Randolph et Brian Wilson. D'autres artistes interviennent également comme Stevie Nicks ou encore le parolier de longue date d'Elton John, Bernie Taupin.

## Fiche technique
- Titre original : The Union
- Réalisation et scénario : Cameron Crowe
- Photographie : Nicola Marsh
- Montage : Kevin Long
- Musique : Elton John, Leon Russell
- Production : Cameron Crowe, Michelle Panek

Production déléguée : Johnny Barbis
Coproducteurs : Andy Fischer et Morgan Neville
- Société de production : n/a
- Société de distribution : HBO (Etats-Unis)
- Budget : n/a
- Pays d’origine :  États-Unis
- Langue originale : anglais
- Format : couleurs - 35 mm - 1.85:1 - Son Dolby numérique
- Genre cinématographique : documentaire, musical
- Durée : 87 minutes
- Dates de sortie :
- États-Unis : 20 avril 2011 (festival du film de Tribeca)
- États-Unis : janvier 2012 (première diffusion sur HBO)

## Distribution
- Elton John
- Leon Russell
- Neil Young
- Brian Wilson
- Booker T. Jones
- Robert Randolph
- Stevie Nicks
- Don Was
- T-Bone Burnett
- Bernie Taupin

## Distinctions
- Producers Guild of America Awards 2012 : nomination dans la catégorie meilleur producteur de film documentaire[1]